# Vratislav Hlava
Vratislav Hlava, narozený jako Rudolf Bém (13. dubna 1874 Rábín – 13. srpna 1955 Sušice), byl český malíř krajinář a portrétista.

## Život
Narodil se v hospodářském dvoře Rábín v rodině tehdejšího topiče mlátícího stroje Václava Béma a jeho ženy Kateřiny roz. Hlavové. Rané mládí prožil na zámku Kratochvíle a v letech 1900–1907 žil ve Vodňanech, kde byl jeho otec správcem skladu dřeva. Prázdniny pravidelně trávil u prarodičů v nedalekém Bavorově, kde již tenkrát portrétoval tamějšího starostu. Jeho značný talent pro malování vyústil studiem na pražské malířské akademii, kde se školil v letech 1893–1896, zprvu u prof. Františka Sequense a následně v atelieru prof. Vojtěcha Hynaise. Úspěšné studium ztvrdil ziskem pěti stipendií a závěrečné první ceny spojené s darem od tehdejšího místodržitele v Čechách.
Po získání stipendií záhy cestoval po Evropě, navštívil Paříž, Mnichov, Itálii, ostrov Capri a Slovensko. Stal se rovněž držitelem řady ocenění, v roce 1908 obdržel cenu arch. Turka a v následujícím roce obdržel za originálně pojatého „Krista“ zlatý kříž s korunou, zlatou medaili a diplom „Grand Prix“ v Haagu. V roce 1913 získal cenu L. Schmidta a vysoké stipendium paní Mohr-Piepenhagenové pro krajináře. V roce 1919 přijal z vlasteneckých pohnutek jméno Vratislav Hlava, kterým odkazoval na zemanského předka své matky.
Často portrétoval významné a kulturní osobnosti, například malíře Josefa Mánesa, básníka Jiřího Karáska ze Lvovic, houslovou virtuosku Marii Heritesovou-Kohnovou, operní pěvkyni Emu Destinnovou mnoho dalších. Portrét Jana Žižky z Trocnova, jehož první studie vznikla v roce 1916, o osm let později jeden z nich a s ním i práva na vydávání reprodukcí zakoupilo ministerstvo národní obrany. Portrét byl vydán ve 3000 výtiscích a stal se tak nejznámější podobiznou Jana Žižky.
Malíř maloval několikrát hrad Rabí, který je neodmyslitelně spjatý s Janem Žižkou a řeku Otavu, která pod hradem protéká. Rovněž rád maloval krajinu v místech jeho letních pobytů v okolí Stožic a Židlochovický zámek. Právě sem zavítal v den svých 81 narozenin, aby maloval tam, kde to měl velice rád, spadl do potoka a když chtěl v mokrých šatech obraz dokončit, se mu stalo osudným. Na následky svého počínání byl stižen zápalem plic a 13. srpna 1955 v sušické nemocnici umírá.
Vratislav Hlava byl členem spolku Mánes a Jednoty výtvarných umělců.

## Galerie

Vysočina (olej na kartonu) 1944
Motiv z Vlčnova večer (Olej, tempera, kombinovaná technika) 1911
Dvě ženy (olej na kartonu)
Portrét chlapce (olej na plátně)
Před zrcadlem (olej na plátně)